# SF Utopia
In der Reihe SF Utopia erschienen von 1980 bis 1990 im Verlag Das Neue Berlin insgesamt 44 Taschenbuch-Ausgaben historischer und zeitgenössischer Phantastik und Science Fiction, Neuausgaben von vorher als Hardcover erschienenen Büchern. Ausnahmen waren Lichtspruch nach Tau, eine Auswahl von Erzählungen aus den ersten Lichtjahr-Almanachen, anonym herausgegeben von Erik Simon, Rainer Fuhrmann: Medusa (die Hardcover-Ausgabe erschien erst 1989) sowie Horst Ansorge Raumkundschafter Katman (keine weitere Ausgabe).

## Gesamte Buchreihe

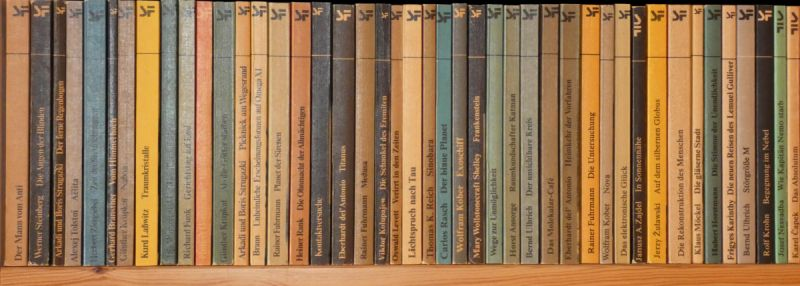
Vollständige Buchreihe SF Utopia in chronologischer Reihenfolge

## Chronologische Liste der Reihe
| Band | Jahr | Autor/ Hrsg.                  | Titel                                       | Anmerkungen                                             | Bestell-Nr. |
| ---- | ---- | ----------------------------- | ------------------------------------------- | ------------------------------------------------------- | ----------- |
| 01   | 1980 | Ekkehard Redlin (Hrsg.)       | Der Mann vom Anti                           | Utopische Erzählungen                                   | 622 506 1   |
| 02   | 1981 | Werner Steinberg              | Die Augen der Blinden                       | Utopischer Roman                                        | 622 504 5   |
| 03   | 1981 | Arkadi und Boris Strugazki    | Der ferne Regenbogen                        | Utopische Erzählung                                     | 622 512 5   |
| 04   | 1981 | Alexei Nikolajewitsch Tolstoi | Aëlita                                      | Utopischer Roman                                        | 622 555 5   |
| 05   | 1981 | Herbert Ziergiebel            | Zeit der Sternschnuppen                     | Phantastischer Roman                                    | 622 501 0   |
| 06   | 1982 | Gerhard Branstner             | Vom Himmel hoch                             | Utopische Lügengeschichten                              | 622 548 3   |
| 07   | 1982 | Günther Krupkat               | Nabou                                       | Utopischer Roman                                        | 622 549 1   |
| 08   | 1982 | Kurd Laßwitz                  | Traumkristalle                              | Utopische Erzählungen, Märchen, Bekenntnisse            | 622 503 7   |
| 09   | 1982 | Ilja Warschawski              | Der Traumladen                              | wissenschaftlich-phantastische Erzählungen              | 622 550 4   |
| 10   | 1983 | Richard Funk                  | Gerichtstag auf Epsi                        | Utopischer Roman                                        | 622 593 4   |
| 11   | 1983 | Hubert Horstmann ⁸            | Die Rätsel des Silbermondes                 | Utopischer Roman                                        | 622 592 6   |
| 12   | 1983 | Günther Krupkat               | Als die Götter starben                      | Utopischer Roman                                        | 622 594 2   |
| 13   | 1983 | Arkadi und Boris Strugazki    | Picknick am Wegesrand                       | Utopische Erzählung                                     | 622 502 9   |
| 14   | 1984 | Johanna & Günter Braun        | Unheimliche Erscheinungsformen auf Omega XI | Utopischer Roman                                        | 622 636 3   |
| 15   | 1984 | Rainer Fuhrmann               | Planet der Sirenen                          | Utopischer Roman                                        | 622 637 1   |
| 16   | 1984 | Heiner Rank                   | Die Ohnmacht der Allmächtigen               | Utopischer Roman                                        | 622 635 5   |
| 17   | 1984 | Erik Simon (Hrsg.)            | Kontaktversuche                             | Eine Anthologie bulgarischer phantastischer Erzählungen | 622 639 8   |
| 18   | 1985 | Eberhardt del’Antonio         | Titanus                                     | Utopischer Roman                                        | 622 682 2   |
| 19   | 1985 | Rainer Fuhrmann               | Medusa                                      | Roman                                                   | 622 681 4   |
| 20   | 1985 | Viktor Kolupajew              | Die Schaukel des Eremiten                   | Phantastische Erzählungen                               | 622 690 2   |
| 21   | 1985 | Oswald Levett                 | Verirrt in den Zeiten                       | Roman                                                   | 622 688 1   |
| 22   | 1986 | (ohne Hrsg.)                  | Lichtspruch nach Tau                        | Erzählungen aus Lichtjahr                               | 622 721 9   |
| 23   | 1986 | Thomas K. Reich               | Sinobara                                    | Utopische Erzählung                                     | 622 735 8   |
| 24   | 1986 | Carlos Rasch                  | Der blaue Planet                            | Phantastischer Roman                                    | 622 722 7   |
| 25   | 1986 | Wolfram Kober                 | Exoschiff                                   | Utopische Erzählungen                                   | 622 733 1   |
| 26   | 1987 | Mary Wollstonecraft Shelley   | Frankenstein                                | Roman                                                   | 622 797 2   |
| 27   | 1987 | Ekkehard Redlin (Hrsg.)       | Wege zur Unmöglichkeit                      | Utopische Kurzgeschichten                               | 622 794 8   |
| 28   | 1987 | Horst Ansorge                 | Raumkundschafter Katman                     | Utopischer Roman                                        | 622 779 6   |
| 29   | 1987 | Bernd Ulbrich                 | Der unsichtbare Kreis                       | Utopische Erzählungen                                   | 622 780 9   |
| 30   | 1987 | Ekkehard Redlin (Hrsg.)       | Das Molekular-Café                          | Geschichten von Robotern und Biomaten                   | 622 781 7   |
| 31   | 1987 | Eberhardt del’Antonio         | Heimkehr der Vorfahren                      | Utopischer Roman                                        | 622 789 2   |
| 32   | 1988 | Rainer Fuhrmann               | Die Untersuchung                            | Utopischer Roman                                        | 622 841 4   |
| 33   | 1988 | Wolfram Kober                 | Nova                                        | Utopische Erzählungen                                   | 622 845 7   |
| 34   | 1988 | (o. Hrsg.)                    | Das elektronische Glück                     | Phantastische Erzählungen aus der Sowjetunion           | 622 842 2   |
| 35   | 1988 | Janusz A. Zajdel              | In Sonnenähe                                | Phantastische Erzählungen                               | 622 683 0   |
| 36   | 1988 | Jerzy Żuławski                | Auf dem silbernen Globus                    | "Eine Handschrift vom Mond"                             | 622 843 0   |
| 37   | 1988 | Erik Simon (Hrsg.)            | Die Rekonstruktion des Menschen             | Phantastische Geschichten                               | 622 846 5   |
| 38   | 1989 | Klaus Möckel                  | Die gläserne Stadt                          | Phantastische Geschichten                               | 622 891 6   |
| 39   | 1989 | Hubert Horstmann              | Die Stimme der Unendlichkeit                | Zukunftsroman                                           | 622 892 4   |
| 40   | 1989 | Frigyes Karinthy              | Die neuen Reisen des Lemuel Gulliver        | Zwei phantastische Kurzromane                           | 622 893 2   |
| 41   | 1990 | Bernd Ulbrich                 | Störgröße M                                 | Utopische Erzählungen                                   | 622 943 3   |
| 42   | 1990 | Rolf Krohn                    | Begegnung im Nebel                          | Phantastische Erzählungen                               | 622 944 1   |
| 43   | 1990 | Josef Nesvadba                | Wie Kapitän Nemo starb                      | Phantastische Erzählungen                               | 622 946 8   |
| 44   | 1990 | Karel Čapek                   | Das Absolutum oder Die Gottesfabrik         | Utopischer Roman                                        | 622 947 6   |